# بیژن پیرنیا
بیژن پیرنیا، (متولد ۱۵ آذر ۱۳۲۳ در تهران– درگذشته ۲۳ آذر ۱۳۹۸) فرزند داوود پیرنیا حقوقدان، موسیقی‌دان و بنیانگذار برنامه رادیویی گل‌ها و نوه حسن پیرنیا ملقب به مشیرالدوله سیاستمدار حقوقدان و تاریخ‌نگار ایرانی، و نخست‌وزیر ایران در اواخر عهد قاجار می‌باشد.می‌باشد.
بیژن پیرنیا، نخستین گوینده برنامه کودک رادیو ایران بود. وی فرزند داوود پیرنیا، مؤسس برنامه‌های پنجگانه «گل‌ها» و برنامه کودک رادیو در میانه دهه ۱۳۳۰ خورشیدی و همچنین بازنشسته بانک مرکزی در تهران زندگی می‌کرد. وی همچنین در برهه ای از زمان در نوشهر نیز زندگی می‌کرد.

او در سال‌های ۱۳۳۳ و ۱۳۳۴ برنامه کودک اجرا می‌کرد. بیژن پیرنیا در آن زمان کودک بود و به کمک پدر و نوشته‌های پدر و بعد در سال دوم برنامه به کمک آقای دکتر معین افشار، برنامه را اجرا می‌کردند.مدیران رادیو ایران بعد از ۱۴ سال از تأسیس آن تصمیم به ساخت برنامه ای برای کودکان گرفته که این کار به ابتکار داوود پیرنیا بود. این برنامه در ابتدا توسط بیژن پیرنیا فرزند ۱۰ ساله داوود پیرنیا که او را آ-بیژن (آقا بیژن) می‌نامیدند، در مدت سه دقیقه اداره می‌شد. در ادامه کودکان دیگری از جمله سیما بینا، سوسن مطلوبی و همچنین داریوش پیرنیا هم به این برنامه اضافه شدند. برنامه ابتدایی در رابطه با شخصیت کودک، احترام گذاشتن به شخصیت کودک و آموزش چگونگی رشد اعتماد به نفس در کودکان اجرا گردید. پس از حدود ۲ سال از برنامه و استقبال مردم از این برنامه، زمان آن به ۱۵ دقیقه افزایش پیدا کرده و در ساعت ۷ و ۱۵ دقیقه صبح اجرا می‌گردید. همچنین در جمعه‌ها بمدت ۴۵ دقیقه از رادیو ایران پخش می‌گردید. این برنامه به‌صورت ضبطی و غیر زنده پخش می‌شد.

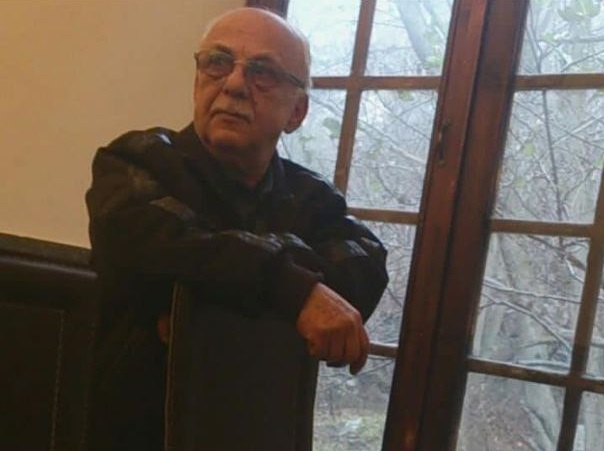

بیژن پیرنیا دارای معلومات فراوانی از علوم مختلف و همچنین با روحیه ای بسیار ظریف بود.
بیژن پیرنیا همچنین در دو مستند بلند «یمینی شریف و پیرنیا» و نیز «باغبان گل‌ها» ساخته مستندساز هومن ظریف، حضور داشت و دربارهٔ همکاری با باشگاه کودکان و برنامه «گل‌ها» ی داوود پیرنیا، توضیحاتی داده بود.
فرزندان او به نام‌های پرگل پیرنیا هم اینک در کانادا، پوریا پیرنیا در ترکیه و مهندس پارسا پیرنیا در تهران ساکن می‌باشند.
بیژن پیرنیا در روز شنبه ۲۳ آذر ۱۳۹۸ پس از چندین سال مبارزه با بیماری سرطان در سن ۷۶ سالگی پس از سکته و انتقال به بیمارستان عرفان نیایش جنت آباد در تهران درگذشت.